# Erster Grammatischer Traktat
Der Erste Grammatische Traktat ist eine altisländische Abhandlung über die altisländische Sprache.
Diese Abhandlung wurde um 1150 in Island geschrieben.
Der Verfasser ist nicht bekannt.
In der Sprachwissenschaft heißt er nach seinem Text „der Erste Grammatiker“.
Die Abhandlung bietet eine genaue Darstellung des altisländischen Lautsystems und macht Vorschläge zu einer konsequenten und genauen Rechtschreibung des Altisländischen.
Sie ist die einzige Abhandlung dieser Art in einer mittelalterlichen germanischen Sprache.

## Handschrift
Der Erste Grammatische Traktat findet sich zusammen mit der zweiten, dritten und vierten grammatischen Abhandlung im ca. 1350 geschriebenen Codex Wormianus, AM 242 fol., einer der Haupthandschriften der Prosa-Edda des Snorri Sturluson.
Der ursprüngliche Titel des Traktats ist nicht bekannt.
Der Name Erster Grammatischer Traktat ist eine moderne Bezeichnung.

## Methode
Der Verfasser identifizierte die Laute seiner Sprache, also des Altisländischen, auf eine Art, mit der strukturalistisch arbeitende Sprachwissenschaftler Phoneme identifizieren würden, nämlich mit Minimalpaaren. Das heißt, der Verfasser verdeutlicht den Bedeutungsunterschied zwischen Wörtern, die sich nur in einem einzigen Laut unterscheiden. Beispiel: sar „Wunde“ (Einzahl) gegenüber sǫr „Wunden“ (Mehrzahl).
Er konstruierte Beispielsätze, in denen diese Wortpaare vorkamen, damit die unterschiedlichen Bedeutung klar zum Vorschein kamen.
Beispiel:

„Sar veitti maðr mér eitt, sǫr mǫrg veitta ek honum.“
„Ein Mann brachte mir eine Wunde (sar) bei, ich brachte ihm viele Wunden (sǫr) bei.“

Er identifizierte neun Vokale, sechs Diphthonge und vierzehn Konsonanten.

## Forderungen

### Vier neue Vokalgrapheme
Er schlägt vor, die Grapheme <ę ǫ y ø> für diejenigen Vokale zu verwenden, die mit den lateinischen Vokalgraphemen <a e i o u> nicht eindeutig dargestellt werden können.
Im Einzelnen sind dies folgende Grapheme:
- <ę> für den i-Umlaut von a
- <ǫ> für den u-Umlaut von a
- <y> für den i-Umlaut von u
- <ø> für den i-Umlaut von o

Auf diese Weise kommt er auf neun Vokalgrapheme: <a e i o u ę ǫ y ø>.
Die neun Vokale können lang oder kurz, nasal oder oral sein.
Zum u-Umlaut: siehe auch Urnordische Sprache, Abschnitt „Umlaut“

### Lange und kurze Vokale
Der Akut (lat. [accentus] acutus) markiert lange Vokale.
Beispiel: Sú kona gǫfgar goþ, er sjálf er góþ. – „Diejenige Frau verehrt Gott (goþ), die selbst gut (góþ) ist.“

### Orale und nasale Vokale
Ein Punkt auf dem Vokalzeichen bezeichnet die nasale Aussprache von Vokalen.
Beispiel: Har vex á kykvendum, en hȧr er fiskr. – „Haar (har) wächst auf Lebewesen, aber der Hai (hȧr) ist ein Fisch.“
Die Unterscheidung zwischen nasalen und oralen Vokalen verschwand im Altisländischen bereits vor 1200 und ist nur noch in Ansätzen im Isländischen Homilienbuch, Perg. 15 4° Kgl. Bibliothek Stockholm, zu erkennen. In der normalisierten Schreibweise des Altisländischen werden Nasale nicht berücksichtigt.

### Lange und kurze Konsonanten
Lange Konsonanten sollen nach lateinischem Vorbild mit verdoppelten Graphemen angedeutet werden. Der Verfasser fügte jedoch den Vorschlag hinzu, statt Doppelkonsonanten einfache Großbuchstaben zu verwenden (z. B. N statt nn), weil man damit Zeit und Platz sparen könne.
Beispiel: Sá er mestr guðs uina, er mest vill til uiNa. – „Derjenige ist der größte von Gottes Freunden (uina), der am härtesten für ihn arbeiten (uiNa) will.“
In der normalisierten Schreibweise des Altisländischen schreibt man vina und vinna.

### Diphthonge
Der Verfasser des Ersten Grammatischen Traktats identifiziert die folgenden sechs Diphthonge:
- au
- ea
- ei
- eó
- ey
- uí[2]

Dabei steht der Verfasser vor den gleichen Problemen wie die modernen Sprachwissenschaftler.
Seine Liste enthält sowohl die allgemein anerkannten altisländischen Diphthonge (au, ei, ey) als auch Kombinationen von Vokalen mit Halbvokalen (ea = ja, eó = jó, uí = ví).

## Nachwirken
Der Erste Grammatiker ist ein Beispiel für das hohe scholastische Niveau der isländischen Gelehrten. Es ist nicht bekannt, wie groß der Einfluss des Ersten Grammatischen Traktats auf die mittelalterliche isländische Rechtschreibung war.
Sein Einfluss auf die moderne isländische Rechtschreibung ist jedoch bedeutend:
Als man im späten 18. Jahrhundert im Rahmen des isländischen Sprachpurismus die neuisländische Rechtschreibung zu normieren begann, diente der Erste Grammatische Traktat als Vorbild.
Auch die Normalisierung der altisländischen Texte orientierte sich am Ersten Grammatischen Traktat.

## Andere frühe Grammatiker oder Grammatiken
- Auraicept na nÉces, aus Irland, 8.–9. Jahrhundert, behandelt die irische Sprache, die älteste Studie einer westeuropäischen Sprache (hrsg. George Calder 1917; Anders Ahlqvist 1983; Nicolai Egjar Engesland 2020)
- Ælfrics Grammatik, um das Jahr 1000, lateinische Grammatik mit altenglischen Texten
- Donatus, Ars Minor und Ars Maior, lateinische Grammatiken um 350
- Panini, altindischer Grammatiker